# رساله فی الطلب و الاراده
رساله فی الطلب و الاراده کتابی است فلسفی - عرفانی نوشته روح‌الله خمینی. وی این کتاب را در سال۱۳۷۱ قمری به زبان عربی در همدان نگاشته‌است. انتشارات علمی و فرهنگی در سال ۱۳۶۲ آنرا منتشر ساخت. ترجمه فارسی آن نیز در سال ۱۳۷۹ منتشر گردید.